# جدار التجويف (بناء)

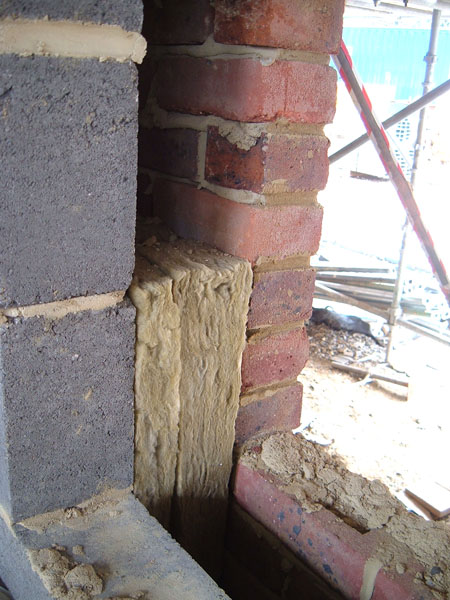
جدار التجويف.

جدار التجويف (بالإنجليزية: Cavity wall) وهي جدران تتضمن وجود فجوة هوائية أو محتوية على مواد غالقة، حيث تتكون من طبقتين مفصولتين للعزل الحراري وللحماية من الرطوبة، وتكون بالعادة من الطوب أو الكتلة الخرسانية.
تشكل الغالقات نموذجا صلبا للبناء بالأجر، حيث تعزز الكفاءة الحرارية في البناء. من أهم هذه المواد الصوف الصخري، وأونبلاستيسيزيد البولي فينيل كلوريد (uPVC) نظراً لخصائصها بالعزل والمتانة. كما أنها مقاومة للحريق وقابلة لإعادة التدوير.

## وصلات خارجية
- جدران الطوب المجوفة: تحليل الأداء على أساس القياسات والمحاكاة - مجلة فيزياء البناء. أكتوبر 2007 المجلد 31: ص 95-124